# 九州地方の貸切バス事業者
九州地方の貸切バス事業者（きゅうしゅうちほうのかしきりバスじぎょうしゃ）は、九州・沖縄県で貸切バス事業を営む（または、過去に営んでいた）事業者の一覧。
- 各事業者は原則的に本社所在地または、支社・営業所が所在する県に掲載するものとする。
- ▲印は会社事情により貸切バス事業を休止もしくは終了した事業者。

## 福岡県
- 朝倉観光バス
- 朝田観光
- あすなろ総合バス
- 甘木観光バス
- 有明交通
- アンドフィルムスタジオ
- 家康観光
- 石川産業
- いずみ観光バス
- 福岡伊都バス
- 糸島観光バス
- ウェルバス
- ウキコ
- 浮羽観光バス
- 牛原公善社
- 大川ドリーム観光バス
- オールウェイ観光バス
- おかさぎ観光
- 遠賀観光バス
- かすや
- 勝山タクシー
- 嘉穂観光
- 川島タクシー
- 北九州市交通局
- キャメルブリッジ（ぶどうの樹）
- 九州アジア交通
- 九州観光バス
- 九州交通観光
- 清乃屋
- 倉成観光バス
- くろき交通
- グローバル観光
- 京築観光バス
- 県南交通バス
- 高山三幸観光・宮崎（みやざき高山観光バス）福岡営業所
- 古賀ロケーションサービス（古賀プロ）
- さくら交通 (福岡県)
- 篠栗観光バス
- 篠栗観光（豊栄館）
- JR九州バス
- JET観光バス
- 七城観光バス大牟田営業所
- 白濱観光
- 新日本観光
- 新九州観光
- 新北九州観光バス
- 昴交通
- すみれ
- 誠心物流（ゆめりあ）
- セネック西日本拠点
- セレモール春日（あんしん観光）
- 綜合交通
- 第一交通産業
  - 第一観光バス (福岡県)
- タイガートラベル（タイガーバス）
- 大新東
- 大宝観光バス
- 大洋旅行
- 太陽交通
- タカラ交通観光バス
- 田川構内自動車
- ▲田崎運輸サービス
- 橘交通
- 筑後観光バス
- 筑後川観光バス
- 筑豊観光
- つくしの観光バス
- つばさ
- T・M観光バス
- 天領バス
- トーソン
- ▲トラベル・テースト・ジャパン（旧:旅行博士観光バス）
- 那珂川観光バス
- 長崎県交通局福岡営業所
- 南星観光
- 西日本鉄道
  - 西鉄バス大牟田
  - 西鉄バス久留米
  - 西鉄バス筑豊
  - 西鉄バス二日市
  - 西鉄バス宗像
  - 西鉄観光バス
  - 北九西鉄タクシー
  - 久留米西鉄タクシー
  - 福岡西鉄タクシー
  - 宗像西鉄タクシー
  - スピナ
- 西日本観光バス
- 仁保タクシー
- ▲日本三景交通福岡営業所
- のぶ観光
- HEARTSモビリティ
  - ▲ロイヤルバス（事業再編によりHEARTSモビリティに統合）
  - ▲ハーツハイヤー（事業再編によりHEARTSモビリティに統合）
- 博多港共同運輸サービス
- 林田観光バス
- ひかり交通
- 響コーポレーション
- 光タクシー
- ひまわり観光[1]
- 卑弥呼観光
- 美風交通[2]
- 福岡観光バス
- 福岡早良観光
- 福岡シティ観光
- 福岡昭和タクシー
- 福岡響観光バス
- プラス観光
- 北州交通
- 北都観光バス
- 堀川観光バス
- 丸亀観光
- マリン観光バス[3]
- 丸仲運輸
- みつはし観光
- みづま観光バス
- みなと観光バス
- 南九州観光バス
- 南福岡観光
- みやま観光バス
- ミラクル観光
- 宗像観光
- 姪浜タクシー
- 柳川観光バス
- 八女観光バス
- 友愛観光バス九州営業所[4]
- ラック
- リザーブ観光バス
- 柳城観光
- ロイヤル観光
- YKG観光バス[5]
- ワールド観光
- ラビットバス
- 遊覧観光
- 若杉観光

## 佐賀県
- アイワ自動車工業
- 井手運輸
- 栄城観光バス
- 国見観光
- 玄海タクシー
- 昭和自動車
- 昭和タクシー (佐賀県)
- 新屋
- 西部観光バス
- 太閤観光
- 多久観光バス
- 西九州観光バス
- 西鉄バス佐賀
- マリン観光バス
- 三養基観光バス
- 祐徳自動車
- ロイヤル観光
- 和多屋別荘

## 長崎県
- アグリ福祉社
- アタゴ商事（アタゴ観光バス、ほたるバス）
- 壱岐交通
- 生月自動車
- 雲仙観光
- 大串製パン
- 国見観光
- Kライン
- 玄海交通
- 平戸観光バス
- 小値賀交通
- 上五島観光交通
- 五島自動車
- 西肥自動車
- 西海楽園交通（小島産業）
- さつき観光
- 島原鉄道
- 新栄自動車
- 対馬交通
- 対馬さくら観光
- 対馬愛島観光
- 九十九島観光
- 東彼観光
- 長崎県交通局
- 長崎バス観光
- 長崎遊覧バス
- 原城交通
- 林田観光バス
- ヒューマンスクール早岐（ヒューマングループ）
- 本多観光バス
- 前田タクシー (長崎県)
- 満寿美観光
- まんぼう観光（有明物産）
- YOKARO
- ラッキーバス

## 熊本県
- あいら観光
- 麻生交通
- 天草城観光
- 岩野観光バス
- 植田観光
- 鹿北中央観光バス
- 神園交通
- 川端屋運送
- 菊水交通レンタカー
- 菊南プラザバス
- 九州相良観光バス
- 九州産交バス
- 九州セブン観光バス
- 九州中央観光バス
- 協和タクシー
- 熊交観光バス
- 熊本観光バス
- 熊本タクシー
- 熊本電気鉄道
- 熊本電鉄タクシー
- 熊本バス
- 御所浦タクシー
- 三愛観光
- サンライト観光バス
- シグナル交通
- 七城観光バス
- 下天草観光バス
- 下田運送
- 城南観光バス
- 城北交通
- 白浜交通
- 詫麻観光
- 津埜運送
- 天水
- 中九州観光 (バス事業者)
- 日本岡観光バス
- 人吉観光交通
- 火の国観光バス
- 松島タクシー
- 水俣観光バス
- 南阿蘇交通
- 恵観光
- 山の旅企画室

## 大分県
- 大分交通
- 大分バス
- 大野竹田バス
- かなわ観光
- 亀の井バス
- 臼津交通
- 玖珠観光バス
- 国東観光バス
- 大交北部バス
- 天領観光
- 日豊観光バス
- 日清観光
- 日田バス
- 藤山観光
- 双葉タクシー (大分県)
- 別府観光バス

## 宮崎県
- アイ観光
- あさひ観光
- あおば交通[6]
- ウェルネス観光バス
- 延陵観光
- えびの交通
- えびの旅籠観光
- MR交通
- 門川観光
- 佐土原運送（佐土原バス）
- 三州自動車
- ▲サンマリンツアー
- 三和交通 (宮崎県)
- 高崎観光バス
- 土屋観光バス
- 堂山観光
- 永峰観光バス
- 白鳥交通
- ハッコートラベル
- 東九州交通
- 日の出交通
- HIMAWARI (宮崎県)（ひまわりタクシー）
- 福留交通観光
- 富士観光バス
- 宮交タクシー
- 宮崎観光バス
- 宮崎県農協共済福祉事業
- 宮崎交通
- 高山三幸観光・宮崎（みやざき高山観光バス[7]）
- 宮崎サングリーン観光
- 諸塚交通
- 山口運送 (宮崎県)（美登観光バス）

## 鹿児島県
- あいら交通
- あづま交通
- ▲奄美エーストラベル（しまバスに事業譲渡）
- 有明観光バス
- 安全観光レンタカー
- 池田観光
- 伊佐交通観光
- 出水観光バス
- 西表島交通
- ▲入来観光交通
- 岩切観光バス
- いわさきコーポレーション
  - ▲いわさきバスネットワーク（鹿児島交通に事業譲渡）
  - 鹿児島交通
  - 鹿児島交通観光バス
  - 種子島・屋久島交通
- 内田タクシー
- 沖永良部バス企業団
- 加計呂麻バス
- 鹿児島観光バス
- 鹿児島市交通局
- 鹿児島中央観光バス
- 加治木観光バス
- 和人組
  - ▲大和観光バス（和人組にバス事業を譲渡）
- カトレア交通
- 鹿陸観光バス
- 喜入観光交通
- きもつき観光
- 霧島観光交通
- 熊毛運輸
- クレインハート
- こうやま霧島
- 高山三幸観光
- 国分観光バス
- 国分交通
- さくら交通 (鹿児島県)
- 薩摩観光バス
- さつま交通観光
- 薩摩川内市営バス
- 山光交通
- サンライフ交通観光
- しまバス
- 城山観光
- 末吉運送
- 川内観光交通
- 竹田観光交通
- 徳之島総合陸運
- 長島観光バス
- 南国交通観光
- 南薩観光
- 南州交通
- のぞみ観光交通
- 野元観光バス
- ハイビスカス観光
- ひまわり交通 (鹿児島県)[8]
- 福永交通
- 二川交通
- 北薩観光バス
- ほたる観光
- 前田運送
- まつばんだ交通バス
- マルエーフェリー（大島運輸）
- マルス観光
- 南九州開発
- 南九州交通観光
- 南九州産業交通
- 南九州観光バス
- 南日本観光
- 南陸運
- 宮都タクシー
- みやまきりしま観光
- 本村交通

## 沖縄県
- Azリゾートサービス
- アイビーエス沖縄営業所
- 朝日観光
- 東運輸
- アンドインディー
- 伊江島観光バス
- 家康コーポレーション沖縄営業所
- 石垣島イーグル観光
- いりおもて観光
- 西表島交通
- ▲植田観光沖縄営業所
- Umi Tourism（ウムイツーリズム、旧：沖縄南観光）
- ▲うるわし観光
- ▲エデン沖縄営業所
- OK観光
- OTS交通
- ▲沖一ハイヤー
- 沖縄観光バス
- 沖縄交通運輸
- 沖縄大榮
- ▲沖縄中央観光
- 沖縄バス
- 沖縄リムジンバス
- ▲オキナワロケーションサービス
- 小禄運輸
- ▲海信
- かびら観光交通
- カリー観光
- ▲カリユシドリームハウジング
- ▲観光バス久米島
- 関西中央交通沖縄営業所
- 京禾観光
- ▲共和バス
- 空波
- 久米島交通
- 黄金山
- ▲コハマ交通
- 最西端観光
- ザ・オリエンタルバス沖縄営業所
- サクシードプランニング
- ▲シー・エム・シー
- シラハマアイランド観光
- 新共和バス
- 進吾
- 新報トラスト
- STRAND
- ▲そら観光
- ▲竹富島観光
- 竹富島交通
- ▲タワダロケーションサービス
- ダイトウ
- 中央交通 (沖縄県)
- ▲中部観光サービス
- 中部観光バス
- 美ら島
- てぃーだ観光
- 東京バス沖縄営業所
  - 北部観光バス
- 東陽バス
- とかしき観光バス
- ▲友利観光
- 豊見観光
- ▲トラベル派遣
- ▲那覇バス
- ハイウエイ沖縄
- ▲パイオニアリゾートバス
- 南ぬ島交通
- ▲響コーポレーション石垣営業所
- ▲平田観光
- プラチナキャビン（旧：太陽交通）
- ▲平安座総合開発
- 美杉観光バス沖縄営業所
- 宮古協栄バス
- 宮古島観光バス
- 八千代バス・タクシー
- 結
- ▲友愛観光バス沖縄営業所
- 游楽沖縄
- 琉球バス交通
- ▲ロケーションファースト
- ▲ワールドキャビン宮古島営業所